# Alkanna areolata
Alkanna areolata är en strävbladig växtart som beskrevs av Pierre Edmond Boissier. Alkanna areolata ingår i släktet Alkanna och familjen strävbladiga växter. Utöver nominatformen finns också underarten A. a. sublaevis.